# Хронометар
Хронометар је сат довољно прецизан да би се користио као преносиви „временски стандард“ на возилу, обично да би одређивао географску дужину помоћу небеске навигације. У Швајцарској једино сатови са сертификатом COSC (Contrôle Officiel Suisse des Chronomètres — "Швајцарски институт за званичну контролу хронометара") могу користити име 'хронометар'.

## Историја
До средине 18. века, навигација на мору била је нерешив проблем због тешкоћа у израчунавању географске дужине. Навигатори су могли да одреде географску ширину мерењем угла сунца у подне. Међутим, да би се одредила дужина био им је потребан преносиви временски стандард који би радио на броду. У принципу, у подне би се могло упоредити време на хронометру да би се одредила географска дужина (данас се користе навигациони алманаси и тригонометријске табеле уз помоћ којих је могуће у свако време измерити положај Сунца, Месеца, видљивих планета или неке од 57 навигационих звезда на небу).
Проблем израде оваквог сата је био тежак. У то време, најбољи сатови били су сатови с клатном, али је љуљање брода чинило клатно неупотребљивим. Џон Харисон, столар из Јоркшира, измислио је сат који је радио на принципу опруге, чије покретање није било подложно утицају гравитације или кретању брода. Прва његова два хронометра користила су овај систем, али су били преосетљиви на центрифугалну силу да би били довољно прецизни.
Он је коначно решио проблем прецизности својим Х4 хронометром, џепним сатом пречника 12 cm, и освојио награду од 20.000 фунти коју је понудила енглеска влада почетком 18. века. Његов сат користио је брзо-ударајући балански точкић који је контролисала спирална опруга с компензацијом температуре. Овај принцип остао је у употреби до открића микрочипа, који је снизио цену кварцних сатова тако да су електронски хронометри ушли у општу употребу.
Власник је нацрт морског хронометра предао Адмиралитету, који је потражио произвођаче. Томас Ерншо, Џон Арнолд и други прионули су на посао и ускоро израдили практичан и једноставан сат с успињачем опруге. Ова комбинација је била коначна технологија морских хронометара до електронске ере.
Арон Лафкин Денисон био је пионир у индустријској револуцији сатова средином 19. века развивши тзв. „Амерички систем производње сатова“ у компанији за израду сатова Волтам, што је основа данашњег начина производње сатова широм света. Америчка компанија Хамилтон започела је масовну производњу хронометара за америчку морнарицу за време Другог светског рата.

## Механички хронометри
Механички хронометар је мерач времена на опругу, попут сата, али су његови делови масивније грађени. Промене у еластичности балансне опруге изазване варијацијама температуре компензују се уређајима уграђеним у њу.
Кључни проблем био је да се пронађе резонатор на кога неће утицати кретање брода на мору. Балансирајући точкић је решио овај проблем. Балансирајући точкићи користили су биметалне траке које су подешавале период балансирања точкића према температури хронометра. Солидни балансирајући точкићи од нискоекспанзивне челичне легуре као што је „инвар“ дали су доста добре резултате, али су били осетљиви на магнетизам.
Други кључни проблем био је у томе што се енергија опруга мењала с променом температуре. Зато је измишљена специјална нискоекспанзивна легура никла и челика („елинвар“). Потом је балансном точкићу требало дати специјалан кружни облик. Начин израде је изгубљен због малог обима производње а првобитни произвођачи (као што је Хамилтон) су напустили производњу. Неки часовничари тврде да карбонске опруге имају задовољавајући квалитет, а истовремено нису подложне магнетизму.
Успињач покреће балански точкић, обично отпуштањем зупчаника. То је био најосетљивији део. Успињач има два положаја: када стоји и када је у покрету. У стању мировања, ништа се не покреће. Покретање балансног точкића покреће успињач и тако му даје импулс у кратком временском циклусу. 
Успињач је део сата који се највише троши јер се најбрже креће. Ефикасност израде успињача, то јест, колика количина енергије се претвара у резонантно кретање, директно утиче на прецизност сата и колико ће сат радити између два навијања.
Успињач хронометра је обично дизајниран да минимализује енергију и време потребно да се откључа успињач, тако да што је мање могуће утиче на резонантну фреквенцију осцилатора.
Други начин ефикасније производње сата је коришћење рубина као држача осовина и делова успињача. Веровало се да би куглични лежајеви могли бити ефикасни у сатовима, али су тестови показали да се не понашају довољно добро у условима непрестаног застајкивања и поновног покретања што је нормало за сатове. Рубин има дуг век трајања, може се високо полирати и има мали коефицијент трења с полираним тврдим челиком. Данас се могу јефтино производити и синтетички рубини, што их чини најбољим материјалом за носаче. Експериментише се и с керамичким материјалима за производњу делова хронометра.

## Данас
Кварцни и атомски сатови су учинили механичке хронометре застарелим према стандардима који се данас користе у науци и индустрији, иако их неки познати произвођачи и даље праве. 

## Сертификованих хронометри
И данас се у Швајцарској произведе преко милион званично сертификованих хронометара, већином механичких ручних сатова с опругом као осцилатором, који пролазе детаљне тестове COSC-а, од којих је сваки званично идентификован индивидуалним серијским бројем. Према COSC-у, званични сертификовани хронометар је сат високе прецизности који може да прикаже секунде и да садржи механизам који је тестиран током неколико дана, у различитим положајима и на различитим температурама, од стране званичног неутралног тела (COSC). Сваки покрет се појединачно тестира неколико дана узастопно, у пет положаја и на три температуре. Сваки сат са ознаком „сертификовани хронометар или званично сертификовани хронометар“ садржи сертификовани механизам и одговара критеријумима ISO 3159 Инструменти за мерење времена — Ручни хронометри са осцилатором баланса са опругом.